# Yálemo
Yálemo o Iálemos (en griego clásico Ἰάλεμος Iálemos, que significa ‘canto fúnebre’), también conocido como Ialemos o Ialemus, es un canto de lamentación de la antigua Grecia, así como una divinidad menor de la mitología griega.
Apolo se unió con una de las «madres celestes» —indentificadas como una de las musas—; y fue padre de los hermanos Himeneo (canto nupcial), Lino (canto de lamentación) y Yálemo (canto de tristeza). Cada uno de ellos es hijo de una musa diferente pero no se han conservado sus identidades. O bien es hijo de Apolo y Calíope. Yálemo personifica este canto triste, que se lamenta por los seres que mueren jóvenes. También cabe la posibilidad de que se trate del mismo Lino, muerto en edad temparan y sobre el cual se cantó este género de lamentación. O bien Yálemo e Himeneo son hijos de Clío y Magnes.
Yálemo es el creador de la canción denominada «iálemos», que era una especie de planto o canto fúnebre de carácter muy serio y triste. El término «iálemos» puede haberse referido a lamentos menos sofisticados y menos literarios que los trenos.
Las fuentes literarias griegas mencionan que se cantaba en la mayor parte de las ocasiones melancólicas. Durante el periodo clásico este género fue perdiendo popularidad gradualmente hasta llegar a ser ridiculizado por los poetas cómicos. Fue entonces cuando «yálemo» se convirtió en sinónimo de poesía fría y escarchada, y fue utilizado en este sentido proverbialmente.